# The Ten Tenors

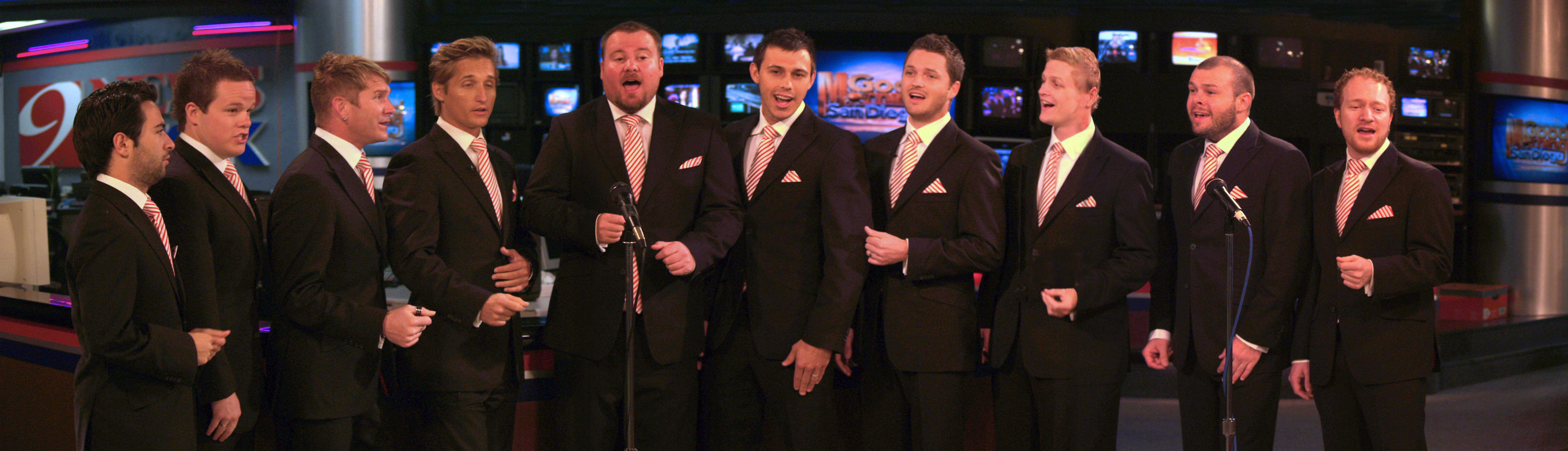
Die Ten Tenors im September 2009

The Ten Tenors (oder auch kurz „TTT“ genannt) ist der Name eines zehnköpfigen Vokalensembles aus Australien, das 1995 anlässlich des Jubiläums eines Fernsehsenders seinen ersten Auftritt in Brisbane hatte. Damals waren die zehn Sänger noch Musikstudenten; erst seit 1998 treten sie professionell in eigenen Konzerten auf und veröffentlichten ihr erstes Album. Seitdem geben sie international erfolgreich Konzerte, seit 2001 auch in Europa.

## Geschichte
Die Besetzung der Ten Tenors hat seit der Gründung regelmäßig gewechselt. Allen Sängern ist aber weiterhin (bis auf wenige Ausnahmen) gemein, dass sie Studenten des Queensland Conservatory waren.
Ihren Durchbruch in Europa erlebte die Gruppe als Überraschungsgast beim Vorentscheid zum Eurovision Song Contest 2002 in Kiel. Sie präsentierten ein Medley der Teilnehmersongs. Weitere zwei Jahre später waren sie erneut Gast bei der deutschen Vorentscheidung Germany 12 Points!. Diesmal stellten sie ein Ralph-Siegel-Medley vor, das noch lange beliebter Teil deutscher Shows war.
Ihr Repertoire ist eine Mischung aus Opern- und Operettenstücken, Eigenkompositionen sowie Coverversionen von Titeln bekannter Bands (z. B. Queen, Bee Gees und Beach Boys), die sie teilweise humorvoll präsentieren. Deshalb wurden sie gelegentlich mit den Comedian Harmonists verglichen. In den letzten Jahren haben The Ten Tenors ihr Repertoire konsequent um selbst komponierte Stücke erweitert.
Im März 2006 arbeiteten The Ten Tenors in den Abbey Road Studios in London mit dem bekannten Filmkomponisten John Barry zusammen, der das im Herbst 2006 erschienene neue Album 'Here's to the heroes' mitproduzierte. Neben dem titelgebenden Song, der auf dem John-Dunbar-Thema aus Dances With Wolves basiert, finden sich noch sieben weitere Lieder von Barry, darunter zwei aus früheren James-Bond-Filmen. Die meisten Texte schrieb Don Black, langjähriger Mitarbeiter von Barry. Durchmischt wurde das Repertoire zudem mit vier weiteren Filmsongs, mit denen Barry/Black nichts zu tun hatten, aus Highlander, Gladiator, Les Choristes und La vita è bella.
Während der Here's-to-the-Heroes-Tour nahmen The Ten Tenors das neueste Album Nostalgica auf. Nach eigenen Angaben wollten The Ten Tenors sich mit diesem Album von anderen Klassik-Crossover-Gruppen abgrenzen. Erklärtes Ziel war ein Geschenk an die Fans, in dem die Auswahl der Lieder auf dem Album eine Auswahl der Klassiker der Musikgeschichte darstellt, die von den Fans immer wieder gewünscht wurden.
Nach eigenen Angaben nehmen sie ihre Musik sehr wichtig, sich selbst allerdings nicht, was man vor allem an den amüsanten Ansagen-Teilen, den Witzchen während einiger Songs und vor allem auch nach den Konzerten beim direkten Kontakt zu den Fans bemerkt. The Ten Tenors geben sich erreichbar für ihr Publikum, charmant und höflich – und sind gegebenenfalls auch zu dem ein oder anderen Scherz aufgelegt.
Artistic Director der erfolgreichen Gruppe ist Matthew Hickey, der bis 2003 selbst auf der Bühne stand.
Musikalischer Direktor ist Steven Baker. Er wird seit geraumer Zeit von Drew Graham (Creative Director Production), Shannon Brown (Musical Director) und Craig Hendry (Programming/Arranging) unterstützt.
Das offizielle Management ist Dmand Pty Ltd aus Australien.
Die deutsche Tourplanung erfolgt durch Funke Media in Hamburg.
In der Fachpresse wird diese spezielle Formation eines Tenorensembles, besonders bei der mehrstimmigen Darstellung von solistischen Tenorpartien, bisweilen kritisch hinterfragt und mit einer Fußballmannschaft aus zehn Mittelstürmern verglichen.

## Besetzung

### Sänger
- Sebastian Maclaine
- Ben Stephens
- Keane Fletcher
- Robert Barbaro
- Scott Muller
- Paul Gelsumini
- Cameron Barclay
- Lucas Gelsumini
- Joseph Naim
- Jared Newall
- Michael Edwards (Understudy)

Es sind meist mindestens elf Tenöre auf Tour. Einer ist der sogenannte Understudy, d. h., er ist die Zweitbesetzung für den Fall, dass ein Tenor krank ist oder Urlaub nimmt. Auf diese Weise haben die Ten Tenors die Möglichkeit, ihren Fans jederzeit Konzerte in voller Besetzung zu bieten, während sie nahezu ununterbrochen auf Tour sind.
ehemalige Sänger
- Daniel Belle
- Benjamin Clark
- Chad Hilligus
- David „Billy the“ Kidd (1998-12/2007; 2011)
- Jack Fowles
- Thomas David Birch
- Jordan S. Pollard
- Boyd Owen
- Luke „Kenlee“ Kennedy
- Dion Molinas (bis Mitte 2011)
- Stewart „Sancho“ Morris (bis Mitte 2011)
- Graham Foote (Mai 2011)
- Steven Sowden (Mitte 2010)
- Tod Strike (bis 2005, von 2008 bis Ende 2009)
- Jeff Teale (Ende 2009)
- Josh (JP) Pitermann (Mitte 2009)
- Drew „Creamy Goodness“ Graham (bis März 2009; Ersatzsänger der Deutschlandtour 2011)
- Jason „Shorty“ Short (bis Ende 2008)
- Craig „Chendry“ Hendry (bis Ende 2008)
- Shannon Brown (bis Mitte 2008)
- Liam McLachlan (bis Mitte 2008)
- Adrian „Gary“ Phillips (2005–2007)
- Jason „Chopper“ Turnbull (bis Anfang 2006, Anfang 2007 mit auf Australientour)
- Craig „Burce“ Atkinson (1998–2006, im Oktober 2009 eine Woche mit auf Deutschlandtour)
- Andrew „Fetch“ Pryor (bis 2003/Ersatzsänger der US-Tour 2005)
- Dominic „Panda“ Smith (1998–2005 Ersatzsänger der Deutschlandtour 2007, 2008–2011 wieder in der Stammbesetzung)
- Nathan „Merten“ Kneen (1998–2003 Ersatzsänger der Weihnachtstour 2005)
- Bradley McCaw (Ersatzsänger 2004)
- Matthew „Bryan“ Hickey (bis 2003, dann „Artistic Director“)
- George Forgan-Smith
- Kim Kirkman (Gründungsmitglied, bis 2001)
- Roger Davy
- Gordon Harris
- Rosario La Spina
- Nick Mc Dougall
- Greg Moore
- Kent Maddock
- Bernard Wheaton
- Scott Harrison
- Adam Lopez
- Shaun Brown

### Musiker
- Michael „Flash“ Manikus (Keyboard/Piano seit 2002)

sowie zeitweise wechselnde Bassisten und Schlagzeuger
ehemalige Musiker
- Béla Piri (Bass bei der deutschen Nostalgica Tour 2008)
- Nick Hatch (Schlagzeug seit Anfang 2006, März 2009-Ende 2010)
- Joseph Marchisella (Schlagzeug bei der deutschen Nostalgica Tour 2008)
- Julia de Plater (Piano)
- Demis Lyall-Wilson (Keyboard 2002 bis 2004)
- John Turnbull (Bass)
- Jeremy O’Connor (Bass im Sommer und Winter 2005)
- Ruben Ramos (Bass im Herbst 2005)
- Darran Muller (Schlagzeug im Sommer und Winter 2005)
- Tim Curle (Schlagzeug im Herbst 2005)
- Dr. Steven Baker (Piano/Keyboard bis 2007)
- Chris Pearson (Bass seit Anfang 2006)
- Craig Hendry (Keyboard, später als Tenor eingesetzt)

## Diskografie

### Alben
| Jahr | Titel                | Höchstplatzierung, Gesamtwochen, AuszeichnungChartsChartplatzierungen (Jahr, Titel, Platzierungen, Wochen, Auszeichnungen, Anmerkungen) | Anmerkungen |
| Jahr | Titel                | AU | Anmerkungen |
| ---- | -------------------- | --- | --- |
| 2005 | Tenology             | AU8 Platin · (16 Wo.)AU | „Best of“ der vorherigen Alben, auch erhältlich in der „Limited Christmas Edition“ (Dezember 2005 & 2006, s. u.) und „Mother's Day Edition“ |
| 2006 | Here’s to the Heroes | AU8 Gold · (6 Wo.)AU | erschien zeitversetzt europaweit, in Australien und Neuseeland sowie in den USA                                                             |
| 2008 | Nostalgica           | AU27 (5 Wo.)AU | Klassische Lieder wie What a Wonderful World oder Over the Rainbow                                                                          |
| 2011 | Double Platinum      | AU17 (6 Wo.)AU | |
| 2014 | On Broadway, Vol. 1  | AU44 (1 Wo.)AU | |
| 2015 | Our Christmas Wish   | AU16 (11 Wo.)AU | |
| 2017 | Wish You Were Here   | AU18 (10 Wo.)AU | |
| 2019 | Love Is In The Air   | AU23 (4 Wo.)AU | |

Weitere Alben
- Tenorissimo (1998)
- Colours (1999)
- Untied (2001) – Australien & Neuseeland
- One Is Not Enough (2002) – „Untied“ für den deutschen, österreichischen, schweizerischen, niederländischen und dänischen Markt, als normale und „special edition“ erhältlich
- Larger Than Life (2004) – enthielt in der D/AUS/CH-Version eine Live-CD und in der USA-Version eine Live-DVD, um Weihnachten 04 auch als „special edition“ erhältlich
- A Not so Silent Night (2001/2005) – die aktualisierte Version der 2001er-Ausgabe erschien im November 2005 in Deutschland, der Schweiz und Österreich und war dort nur erhältlich auf Konzerten der gleichnamigen Tournee. Zeitgleich erschien sie als Bonus-CD in der TENOLOGY Limited Christmas Edition in den USA.
- Amigos Para Siempre (2009) – Klassische Lieder (überarbeitete Version von Nostalgica)

### Videoalben
- Colours (VHS, 2000) – Australien & Neuseeland
- One Is Not Enough (DVD, 2002) – Deutschland, Österreich & Schweiz
- Larger Than Life (DVD, 2004) – USA, Kanada & Australien
- Here's to the Heroes – A Night with the Ten Tenors (DVD, 2006) – Deutschland
- Amigos Para Siempre (DVD, 2009) – Spanien & Deutschland – Klassische Lieder wie Moon River, Who Wants To Live Forever oder The Boxer